# Corações Perdidos
Corações Perdidos (Welcome to the Rileys) é um britânico-estadunidense de 2010 dirigido por Jake Scott.

## Elenco
- Kristen Stewart: Mallory
- James Gandolfini: Doug Riley
- Melissa Leo: Louis Riley
- Lance E. Nichols
- David Jensen: Ed
- Eisa Davis: Vivian
- Tiffany Coty
- Michael Wozniak

## Prêmios
| Prêmios | Prêmios   | Prêmios                                      | Prêmios                        | Prêmios |
| Ano     | Resultado | Premiação                                    | Categoria                      |         |
| ------- | --------- | -------------------------------------------- | ------------------------------ | ------- |
| 2011    | Venceu    | Melbourne International Film Festival (MIFF) | Melhor Atriz (Kristen Stewart) |         |